# Brettus storki
Brettus storki är en spindelart som beskrevs av Logunov, Azarkina 2007 [2008. Brettus storki ingår i släktet Brettus och familjen hoppspindlar. Inga underarter finns listade.